# Trovoada seca

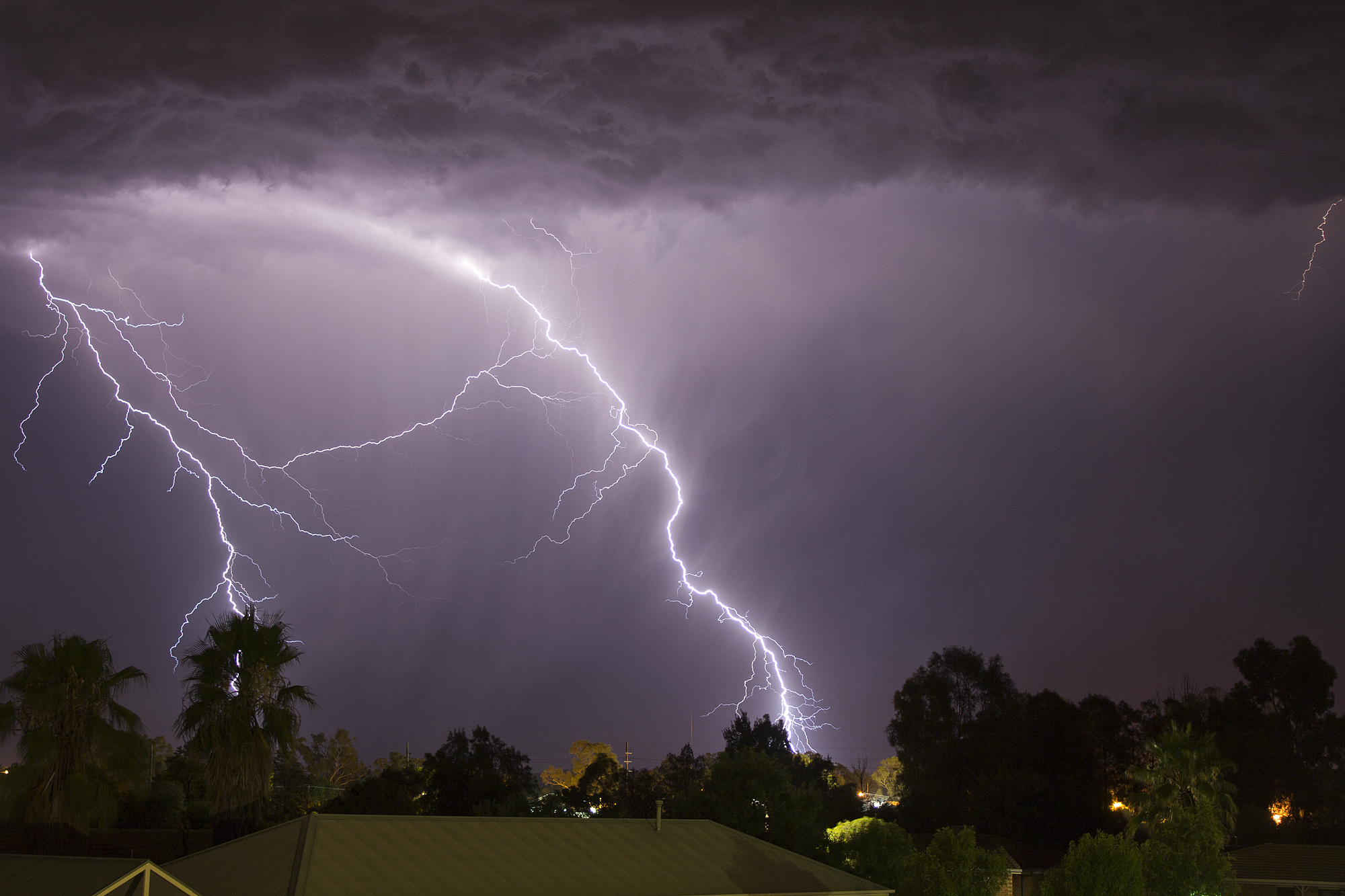
Raio durante uma trovoada seca perto de Wagga Wagga, na Austrália.

Uma trovoada seca é uma tempestade que produz relâmpagos, mas em que a maioria ou toda a precipitação evapora antes de atingir o solo. O termo pode induzir em erro, uma vez que os raios em si não são nem secos nem molhados.
As trovoadas secas ocorrem essencialmente em condições secas, e os relâmpagos são uma importante causa de incêndios. Por este motivo, o Serviço Nacional de Meteorologia dos Estados Unidos, e outras agências em todo o mundo, emitem previsões da probabilidade de ocorrerem em determinadas áreas.

## Condições em que ocorrem
As trovoadas secas ocorrem, geralmente, em desertos ou locais onde a concentração de vapor de água atmosférico seja baixa. Como o ar seco tende a absorver a água em estado líquido, fazendo com que haja uma transição de fase desta para o estado gasoso, a maior parte da precipitação associada à trovoada é absorvida antes de atingir o solo e forma a chamada virga, ou "chuva fantasma". Este fenómeno é comum durante os meses de verão em grande parte do oeste da América do Norte e outras áreas áridas.
Uma trovoada não tem de ser completamente "seca" para ser considerada trovoada seca; em muitas áreas, 2,5 mm é o limiar entre uma trovoada "molhada" e "seca".

## Perigos
As trovoadas secas são notáveis por duas razões: são a causa natural mais comum de incêndios florestais, e podem produzir fortes rajadas de ventos de superfície que podem espalhar as labaredas.

### Tempestades de poeira
Muitas vezes, desenvolvem-se ventos fortes em torno de trovoadas secas, à medida que a evaporação da precipitação faz com que haja um excesso de refrigeração do ar sob a tempestade. Este ar frio desce rapidamente e dispersa-se ao impactar a terra, um evento que pode ser descrito como uma "microrrajada seca". À medida que as rajadas se expandem para fora da tempestade, a areia do solo seco é levantada pelo vento, formando tempestades de poeira.

### Incêndios

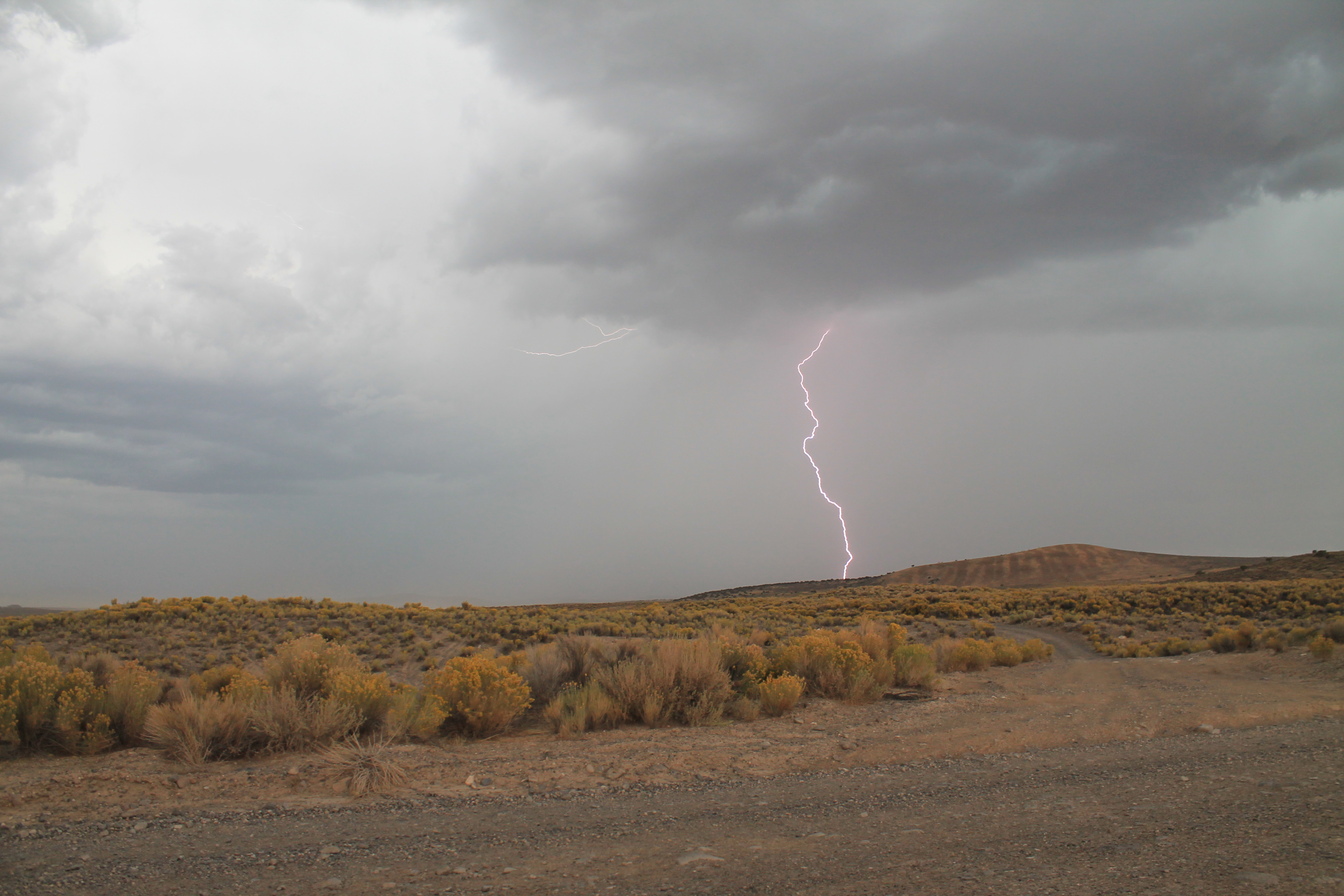
Um relâmpago, responsável pela maioria dos incêndios no Oeste dos Estados Unidos.

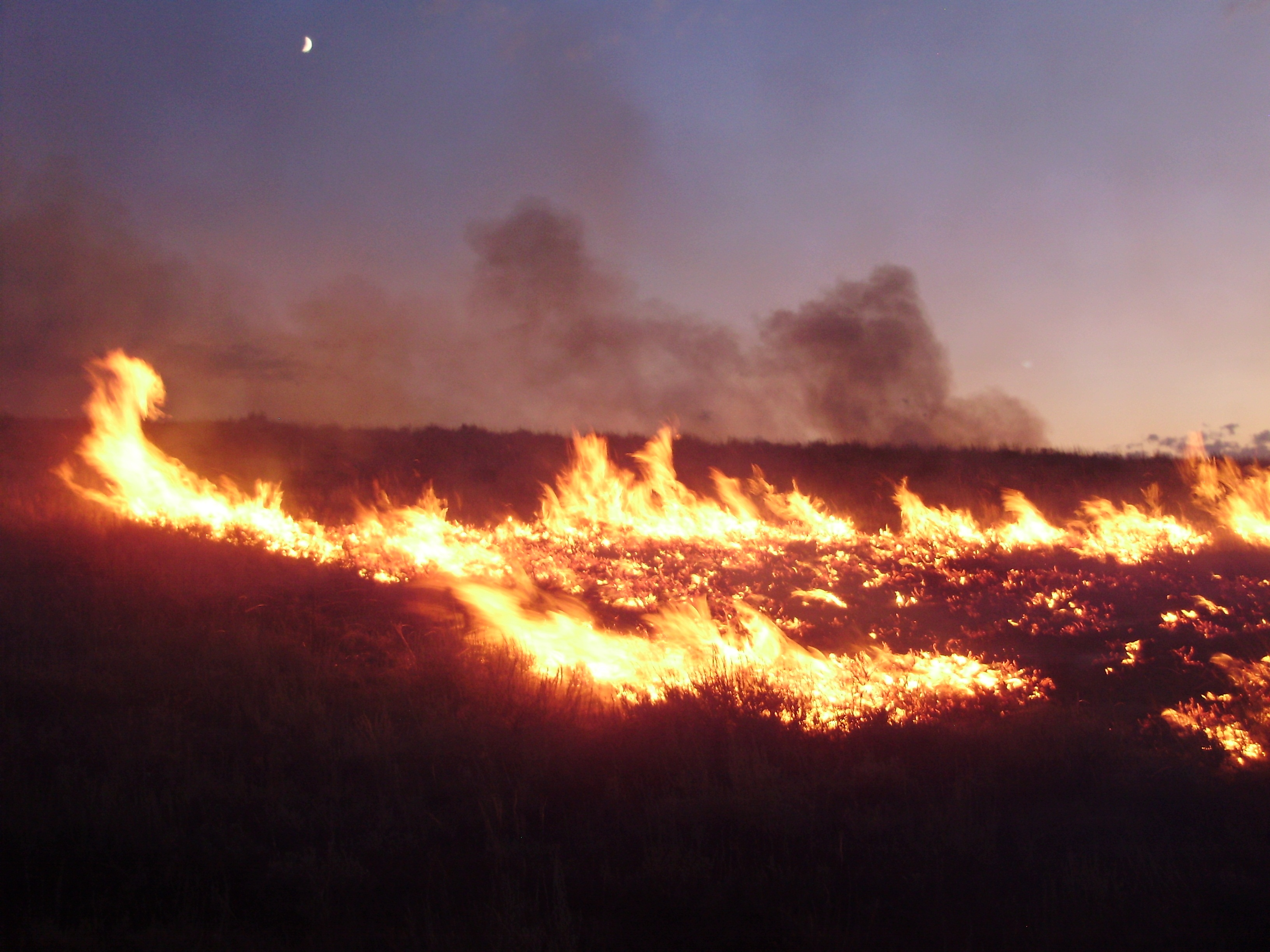
Um incêndio provocado por trovoada, no Nevada.

Em áreas onde existam árvores ou outra vegetação, durante uma trovoada seca, há pouca ou nenhuma chuva que impeça que os relâmpagos lhes peguem fogo. Os ventos de tempestade também fazem com que o incêndio se espalhe mais rapidamente.
Os pirocúmulos são nuvens cumuliformes que se podem se formar sobre uma incêndio de grandes dimensões, e que são particularmente secas. Quando os níveis mais elevados da atmosfera estão mais frios, e a superfície terrestre é aquecida a temperaturas extremas (devido a incêndio, erupção vulcânica, ou outro evento), ocorrem correntes de convecção, e estas produzem nuvens e relâmpagos. Os pirocúmulos são semelhantes a qualquer nuvem cumulus mas têm uma maior concentração de material particulado oriundo do incêndio. Isso aumenta a diferença de potencial eléctrico entre a base e o topo da nuvem, contribuindo para a produção de relâmpagos.